# 6666 Frö
A 6666 Fro (ideiglenes jelöléssel 1993 FG20) a Naprendszer kisbolygóövében található aszteroida. UESAC fedezte fel 1993. március 19-én.